# Monocerotesa pygmaearia
Monocerotesa pygmaearia är en fjärilsart som beskrevs av John Henry Leech 1897. Monocerotesa pygmaearia ingår i släktet Monocerotesa och familjen mätare. Inga underarter finns listade i Catalogue of Life.